# Изола дел Джильо
Ѝзола дел Джѝльо (на италиански: Isola del Giglio) е община в централна Италия, провинция Гросето, регион Тоскана. Населението на общината е 1439 души (към 2013 г.).
Общината се състои от две от островите на Тосканския архипелаг:
- Остров Джильо, най-големият
- Остров Джанутри

Всички обитатели живеят в Джильо а остров Джанутри е изцяло резерват.
Административен център на общината е селото Джильо Кастело (Giglio Castello)